# Victor Haderup

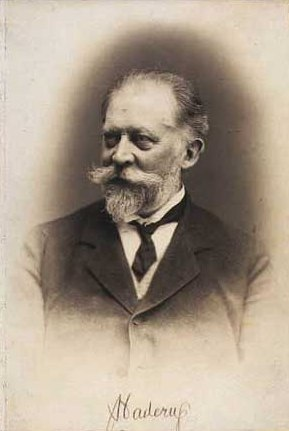
Victor Frants Nachtegall Haderup

Victor Frants Nachtegall Haderup (* 25. Juli 1845 in Vesterborg auf Lolland, Dänemark; † 29. April 1913 in Charlottenlund, Dänemark) war ein dänischer Zahnarzt.

## Leben
Haderup bekam eine Ausbildung zum Zahnarzt in Berlin und Kopenhagen. Seine Promotion erfolgte 1884. Den Titel „Professor“ erhielt er 1902. Er praktizierte erst in Nysted und dann in Kopenhagen.
Er wurde bekannt durch seine Entwicklung des Zahnschemas nach Haderup, das heute manchmal noch gebräuchlich ist.